# 邦德卢姆
邦德卢姆是德国石勒苏益格－荷尔斯泰因州的一个市镇。总面积9.18平方公里，总人口209人，其中男性112人，女性97人（2011年12月31日），人口密度23人/平方公里。